# Sphinctopsylla mars
Sphinctopsylla mars är en loppart som först beskrevs av Rothschild 1898.  Sphinctopsylla mars ingår i släktet Sphinctopsylla och familjen Stephanocircidae. Inga underarter finns listade i Catalogue of Life.